# Lethrus sulcipennis
Lethrus sulcipennis is een keversoort uit de familie mesttorren (Geotrupidae). De wetenschappelijke naam van de soort werd in 1883 gepubliceerd door Ernst Gustav Kraatz.